# 阿祖瓦地区维拉尔 (上马恩省)
阿祖瓦地区维拉尔（法語：Villars-en-Azois）是法国上马恩省的一个市镇，属于绍蒙区（Chaumont）沙托维兰县（Châteauvillain）。该市镇总面积19.52平方公里，2009年时的人口为75人。

## 人口
阿祖瓦地区维拉尔人口变化图示